# Pustelnia Optyńska
Pustelnia Optyńska (ros. Оптина Пустынь), pełna nazwa: Stauropigialny Optyński Monaster Wprowadzenia Matki Bożej do Świątyni w Kozielsku (ros. Введенский ставропигиальный мужской монастырь Оптина Пустынь) – męski klasztor Rosyjskiego Kościoła Prawosławnego w Kozielsku, na terytorium eparchii kozielskiej. Konkretna data powstania monasteru nie jest znana. Według legendy, której odbiciem jest popularna nazwa monasteru, jego twórcą był rozbójnik Opta, który postanowił zmienić swoje życie i został prawosławnym mnichem.

## Historia

### Do 1795

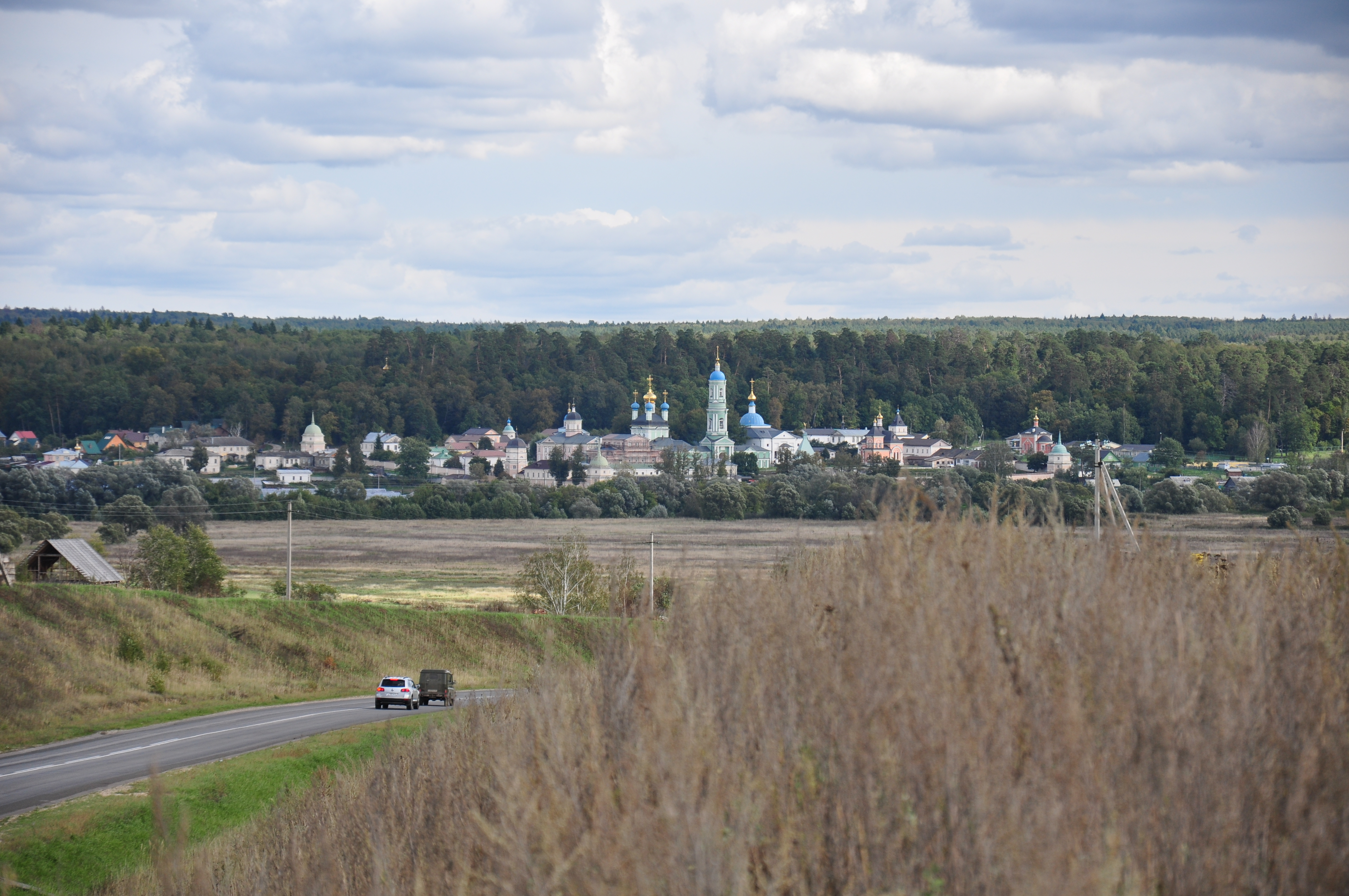

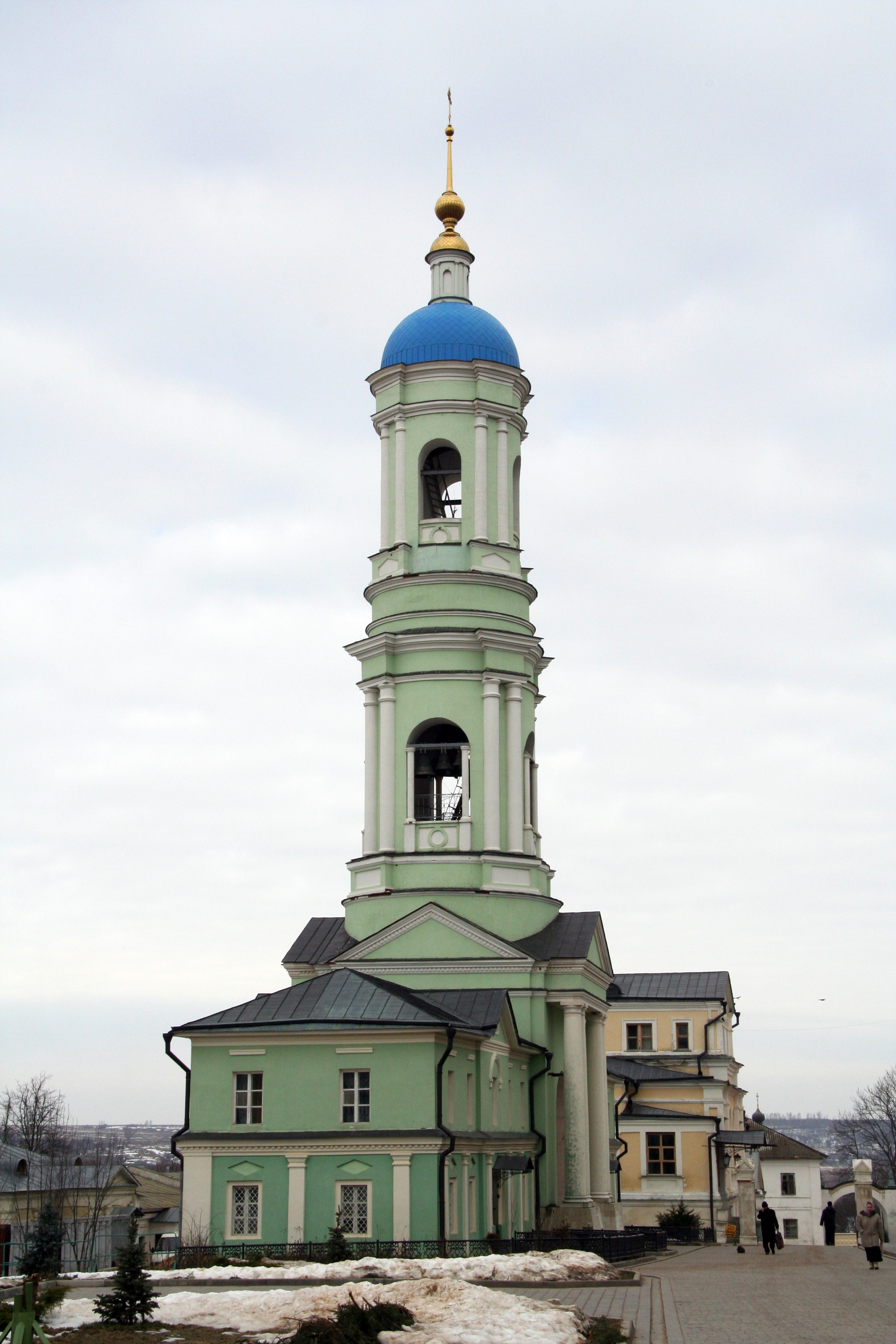
Dzwonnica

Dokładny czas powstania monasteru nie jest ustalony. Według jednej z wersji jego fundatorem był książę Włodzimierz Chrobry, znany ze swojego poparcia dla prawosławnego życia zakonnego. Popularna legenda podaje, że twórcą wspólnoty był nawrócony zbójnik Opta, który nawrócił się, wstąpił do monasteru i przyjął imię Makary. Najbardziej prawdopodobne jednak jest, że pierwotnie wspólnota gromadziła zarówno mnichów, jak i mniszki; tego rodzaju klasztory nosiły na Rusi nazwę optyńskich.
Wzmianki pisemne o istnieniu monasteru na współczesnym terytorium miasta Kozielska pojawiają się w 1625, kiedy ihumenem wspólnoty miał być mnich Sergiusz. Opis monasteru powstały w 1630 wskazuje na istnienie drewnianej cerkwi oraz 12 cel mieszkalnych, wymienia również z imienia hieromnicha Fiodora. Klasztor z pewnością działał już za panowania cara Michała Romanowa, który przekazał mu udział ziemi z przeznaczeniem na ogród. W 1689 bracia Szepielew ufundowali główną cerkiew monasterską – sobór Wprowadzenia Matki Bożej do Świątyni. Jednak już w 1724 ukazem Piotra Wielkiego klasztor został zamknięty jako zamieszkany przez zbyt małą liczbę zakonników. Mimo tego już w dwa lata później stolnik Andriej Szelepiew umożliwił reaktywowanie życie monastycznego w dotychczasowym miejscu. Za właściwy moment narodzin Pustelni Optyńskiej uważa się jednak rok 1795. Wówczas klasztorem zainteresowali się metropolita moskiewski Platon i biskup kałuski Filaret (Amfitieatrow). Mnisi wyznaczeni przez nich na przełożonych monasteru doprowadzili do jego szybkiego rozwoju i do wzrostu jego znaczenia w życiu duchowym Rosyjskiego Kościoła Prawosławnego.

### 1796–1829
W 1796 przełożonym monasteru został, z polecenia metropolity Platona, hieromnich Abraham. Według kronik eparchialnych doprowadził on zapuszczony klasztor do porządku zarówno w zakresie reguł życia wspólnoty, jak i w sferze materialnej. Przy pomocy finansowej napływającej ze składek wiernych przeprowadził on remonty budynków monasterskich. Z uwagi na zasługi mnicha w Pustelni Optyńskiej, w 1801 metropolita pragnął uhonorować go godnością przełożonego Monasteru Lichwińskiego, którą miałby pełnić równolegle z dotychczasowymi obowiązkami w Kozielsku. Abraham chciał jednak poświęcić się wyłącznie jednej wspólnocie i odmówił przyjęcia godności. Został zatem jedynie mianowany ihumenem. Wcześniej, 18 grudnia 1797, ukaz carski Pawła I przyznawał Pustelni Optyńskiej coroczną dotację w wysokości 300 rubli. Car przyznał ją mimo faktu, że monaster, chociaż cieszył się popularnością wśród pielgrzymów, był zamieszkany zaledwie przez kilku zakonników. Chcąc poprawić tę sytuację, nakazał dołączyć do wspólnoty monastycznej 23 nowych mnichów. Przyczyniło się to do dalszego wzrostu znaczenia monasteru i szacunku, jakim cieszył się wśród rosyjskich prawosławnych.
W 1821 szczególną opieką otoczył monaster nowy metropolita moskiewski Filaret. Postanowił on wprowadzić w klasztorze instytucję starczestwa. Sprzyjać temu miała organizacja mniejszych jednostek życia monastycznego opartego na kontemplacji i samotnej ascezie, obok głównego monasteru, znanego z prowadzonej działalności społecznej. Jeszcze w 1821 metropolita poświęcił podległy klasztorowi skit św. Jana Chrzciciela, zaś w 1829 nakazał mnichom Pustelni Optyńskiej wybierać spośród siebie doświadczonych, zdolnych do sprawowania opieki duchowej nad innymi osobami starców. Zwolennikiem zmian był również ówczesny przełożony monasteru, mnich Mojżesz.

### 1830–1891

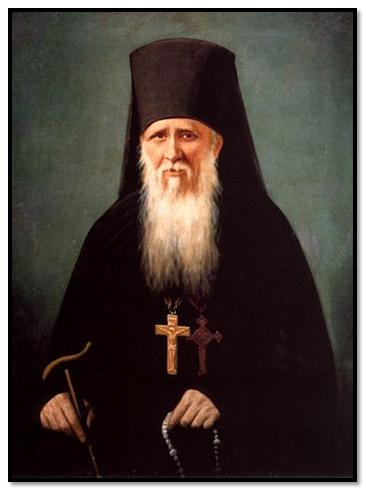
Ambroży z Optiny

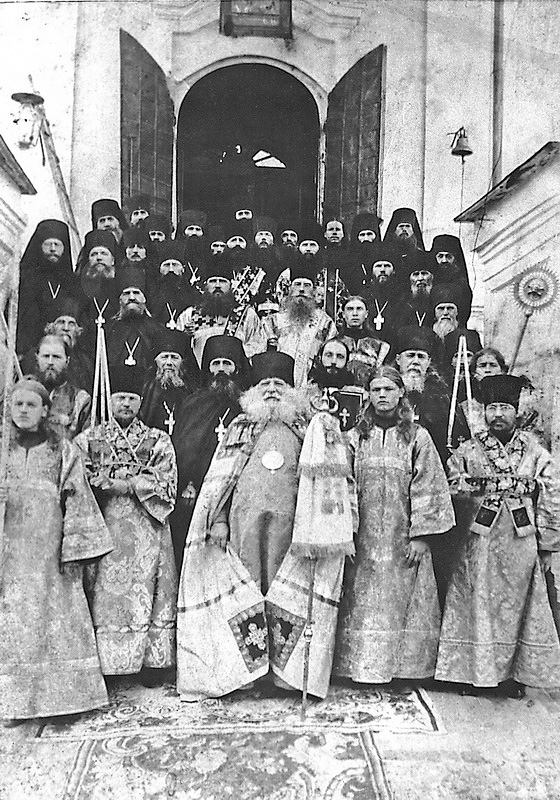
Wspólnota Pustelni Optyńskiej z biskupem Micheaszem (Aleksiejewem). XIX–XX w.

Kolejne trzy dekady były okresem szybkiego rozwoju klasztoru. W 1862 liczył on 150 zakonników, z czego 20 hieromnichów. W tym czasie religijna działalność starców, z których pierwszym był hieroschimnich Leonid (po przyjęciu wielkiej schimy Lew), podniosła i utrwaliła pozycję Pustelni Optyńskiej w życiu religijnym Rosji. Od 1839 z inicjatywy przebywających w skicie św. Jana Chrzciciela mnichów Joanna i Porfiriusza przy monasterze powstała drukarnia, w której wydawane były pisma Ojców Kościoła, hagiograficzne żywoty rosyjskich zakonników prawosławnych oraz teksty polemiczne krytykujące staroobrzędowców, pisane przez mnicha Jana (dawniej należącego do tej grupy religijnej). Po 1846 w działalność wydawniczą osobiście zaangażował się optyński starzec Makariusz, który doprowadził m.in. do wydania dzieł zebranych św. Paisjusza Wieliczkowskiego oraz szeregu tekstów napisanych przez zakonników wschodnich w pierwszych wiekach chrześcijaństwa.
W okresie między rokiem 1862 a swoją śmiercią w 1891 starcem optyńskim był późniejszy święty prawosławny, schimnich Ambroży (Grenkow). Jego niezwykła popularność wśród wiernych przełożyła się również na popularność całego monasteru, który był corocznie odwiedzany przez tysiące pielgrzymów. W 1877 do Pustelni Optyńskiej przybył Fiodor Dostojewski. Opisał on monaster w powieści Bracia Karamazow. Ze starcem Ambrożym rozmawiali również Lew Tołstoj i Władimir Sołowjow.

### W XX wieku

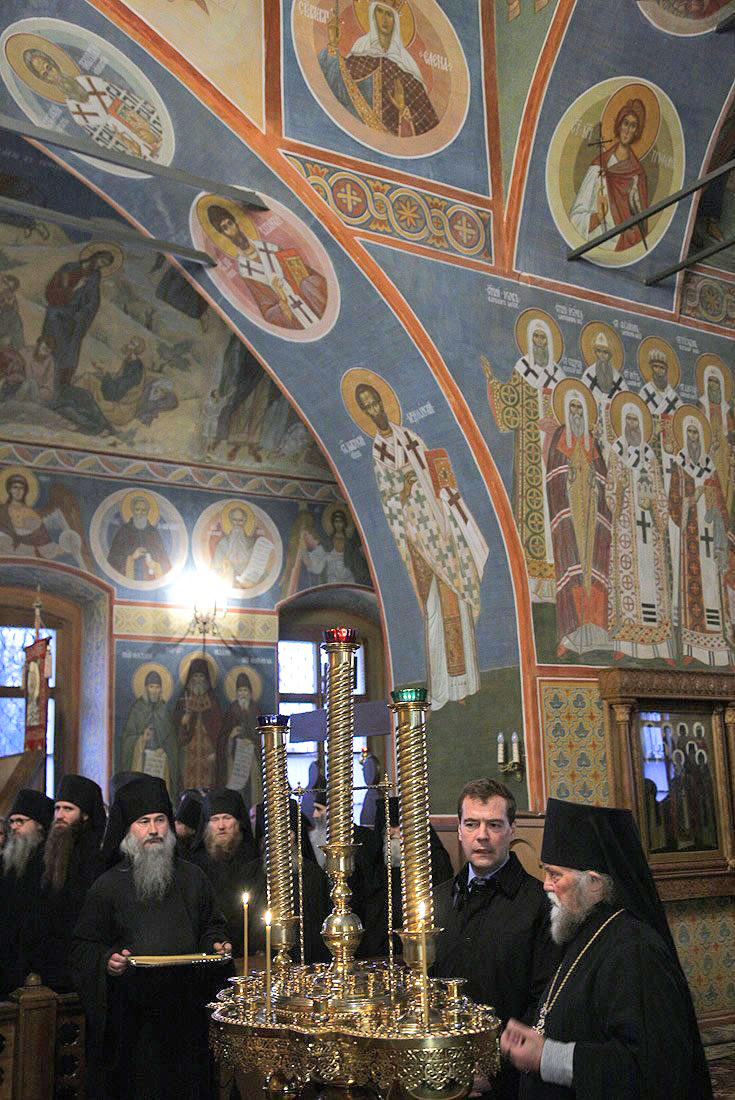
Prezydent Rosji Dmitrij Miedwiediew w Pustelni Optyńskiej

Znaczenie Pustelni spadło na przełomie XIX i XX wieku, razem z ogólnym spadkiem religijności społeczeństwa rosyjskiego, zwłaszcza inteligencji. W związku z tym zamknięcie monasteru przez władze radzieckie w 1923 odbyło się bez większego rozgłosu. W budynkach skitu św. Jana Chrzciciela został rozmieszczony dom wypoczynkowy, zaś w głównej cerkwi – tartak. W latach 1939–1940 byli tu przetrzymywani polscy jeńcy wojenni, rozstrzelani następnie w Katyniu. Monaster został zwrócony Rosyjskiemu Kościołowi Prawosławnemu dopiero w 1987. 3 czerwca 1988 po raz pierwszy po wieloletniej przerwie w soborze Wprowadzenia Matki Bożej do Świątyni odbyła się Święta Liturgia. W tym samym roku odbyła się kanonizacja św. Ambrożego z Optiny, zaś w dniach 26–27 czerwca 1996 – kolejnych trzynastu starców. W latach następnych monaster stopniowo odbudowywał dawne tradycje i odzyskiwał pozycję w życiu Cerkwi, jaką miał w XIX wieku.
W 1993, w czasie uroczystości paschalnych, w monasterze zostało zamordowanych trzech mnichów – Trofim (Tatarnikow), Terapont (Puszkariow) oraz Bazyli (Roslakow). Wszyscy zostali zabici ciosami kindżału przez satanistę, 32-letniego Nikołaja Awierina.

## Starcy optyńscy
Niektórzy mnisi monasteru, wybrani przez wspólnotę Pustelni Optyńskiej na mnichów-starców:
- hieroschimnich Lew (Nagołkin), zm. 1841
- hieroschimnich Makariusz (Iwanow), zm. 1860
- schiarchimandryta Mojżesz (Putiłow), zm. 1862
- hieroschimnich Ambroży (Grenkow), zm. 1891
- hieromnich Anatol (Zercałow), zm. 1894
- hieroschimnich Józef (Litowkin), zm. 1911
- schiarchimandryta Warsonofiusz (Plechankow), zm. 1913
- hieromnich Anatol (Potapow), zm. 1922
- hieromnich Nektariusz (Tichonow), zm. 1928

## Architektura monasteru
W skład kompleksu budynków Pustelni Optyńskiej wchodzą, oprócz obiektów mieszkalnych i gościnnych, następujące cerkwie: 
- Sobór Wprowadzenia Matki Bożej do Świątyni (wzniesiony w latach 1750–1771) – główna cerkiew
- Cerkiew Kazańskiej Ikony Matki Bożej (1811) – największa cerkiew
- Cerkiew Włodzimierskiej Ikony Matki Bożej (1998, odbudowana po zniszczeniach w okresie radzieckim)
- Cerkiew św. Hilariona Wielkiego (1874)
- Cerkiew św. Jana Chrzciciela (1825)
- Cerkiew Ikony Matki Bożej „Wspomagająca Chlebem”

Obecnie trwa budowa (lub odbudowa) czterech kolejnych świątyń: św. Marii Egipcjanki, św. Lwa Katańskiego i św. Jana Rylskiego, Wszystkich Świętych oraz Przemienienia Pańskiego.
Pustelnia Optyńska posiada również własny cmentarz.